# Francisca Lara
Francisca Alejandra Lara Lara (San Fernando, 29 de julio de 1990) es una futbolista chilena que juega como mediocampista en el club RC Deportivo de La Coruña de la Primera División Femenina de España, y en la selección chilena.

## Carrera
Lara comenzó su trayectoria futbolística en el equipo de Ferroviarios. Durante el año 2010 jugó por Coquimbo Unido, logrando el subcampeonato. Destacó el partido que disputó frente a Deportes Melipilla, donde concretó nueve goles, en el triunfo por 12-1.
El año 2011 fue fichada por el club de Cobreloa. En 2012 fue fichada por Colo-Colo, club con el que ganó doce títulos nacionales, además de la Copa Libertadores de aquel año. En la final de aquel torneo anotó en la tanda de penales que ganarían 4-2 ante Foz Cataratas.
En 2017 ficha por el Sporting Club de Huelva, club con el que anotaría 5 goles en 26 partidos.
En 2018 firmó por el Sevilla FC, club con el cual jugaría 22 partidos en su primera temporada, sin anotar gol.
En junio de 2020, ficha por el Le Havre AC de la Division 1 Féminine de Francia. Anotaría su único gol en el equipo ante Paris FC, en la jornada 21 de dicha temporada. Tras la mala campaña del club, que descendió de categoría con 8 puntos, y tan solo dos victorias, fue fichada al año siguiente por el Villarreal como agente libre.

## Selecciones nacionales
Francisca Lara debutó con La Roja sub-20, como parte del Sudamericano Sub-20 de 2010. Tras su buen rendimiento en dicho torneo, llamó la atención de la entrenadora Marta Tejedor para ser parte de la selección que jugó el Campeonato Sudamericano de ese año, disputado en Ecuador, convirtiendo tres goles, siendo la máxima artillera nacional.
En 2011, fue citada a formar parte de la Selección femenina de fútbol de Chile que disputaría los Juegos Panamericanos Guadalajara 2011, anotando dos goles en el triunfo por 3-0 ante Trinidad y Tobago.
También fue goleadora de la selección chilena en las ediciones de la Copa América Femenina de 2010 y 2014, anotando 3 goles en cada una. 
En la Copa América Femenina de 2018 con sede en Chile, anotó 2 goles, uno a Perú y otro ante Argentina, encuentro que ganarían por 4-0. Gracias al buen resultado de la selección, clasificaría al Mundial femenino de Francia 2019.
Es la máxima goleadora histórica de la selección con 21 goles, en 74 partidos.

## Clubes
| Club                       | País    | Año         |
| -------------------------- | ------- | ----------- |
| Ferroviarios               | Chile   | 2008 – 2009 |
| Coquimbo Unido             | Chile   | 2010        |
| Cobreloa                   | Chile   | 2011        |
| Colo-Colo                  | Chile   | 2012 – 2017 |
| CD Sporting Club de Huelva | España  | 2017 – 2018 |
| Sevilla FC                 | España  | 2018 – 2020 |
| Le Havre                   | Francia | 2020 - 2021 |
| Villarreal CF Femenino     | España  | 2021 -2024  |
| RC Deportivo La Coruña     | España  | 2024-act.   |

## Palmarés

### Campeonatos nacionales
| Título              | Club      | País  | Año    |
| ------------------- | --------- | ----- | ------ |
| Campeonato Nacional | Colo-Colo | Chile | 2012-A |
| Campeonato Nacional | Colo-Colo | Chile | 2012-C |
| Campeonato Nacional | Colo-Colo | Chile | 2013-A |
| Campeonato Nacional | Colo-Colo | Chile | 2013-C |
| Copa de Campeonas   | Colo-Colo | Chile | 2013   |
| Campeonato Nacional | Colo-Colo | Chile | 2014-A |
| Campeonato Nacional | Colo-Colo | Chile | 2014-C |
| Campeonato Nacional | Colo-Colo | Chile | 2015-A |
| Copa de Campeonas   | Colo-Colo | Chile | 2015   |
| Campeonato Nacional | Colo-Colo | Chile | 2016-C |
| Copa de Campeonas   | Colo-Colo | Chile | 2016   |
| Campeonato Nacional | Colo-Colo | Chile | 2017-A |

### Campeonatos internacionales
| Título                     | Equipo                                | País  | Año  |
| -------------------------- | ------------------------------------- | ----- | ---- |
| Copa Libertadores Femenina | Colo-Colo                             | Chile | 2012 |
| Juegos Suramericanos       | Selección femenina de fútbol de Chile | Chile | 2014 |

### Distinciones individuales
| Distinción                                    | Año  |
| --------------------------------------------- | ---- |
| Mejor deportista del fútbol femenino de Chile | 2014 |